# Езичество
Езичество или паганизъм се нарича вярата, основана на поклонението на много богове или идолопоклонство.
Като езически могат да бъдат определени почти всички природни религии, които са естествено формирани и не са резултат от проповедническа и философска дейност на определена личност. С термина „езичество“ най-често се свързват предхристиянските религии в Европа.
В по-широк смисъл езичеството включва и древногръцката теософия, а също и днес разпространените народностни религии като индуизъм, шинтоизъм и шаманизъм, и вярванията на някои примитивни общности.
Като резултат от възстановката на древните езически религии днес биват създавани изкуствени религиозни, гностични и философски течения, познати под общото наименование неопаганизъм.

## Етимология
Езичество (езичен, езически на старобългарски: ѩзычьнъ; 'идолопоклонски', е прилагателно от старобългарската дума ѩзыкъ; 'народ', която е превод на старогръцката дума ἐθνικός; 'национален').
В българския език тя се развива от старославянското понятие *ęzyčьstvo, което значи „народна вяра, народна традиция“ (от *ęzykъ – народ, племе). Първоначално това понятие не е имало оценъчни нюанси, но след процесите на християнизация, при които християнската идеология е въвлечена в борба с традиционните религии, думата придобива изключително отрицателен смисъл, под натиска на средновековната религиозна литература и поученията на Църквата.
Днес терминът отново се използва сравнително неутрално.
В съвременния български като синоним на езичество се използва и чуждицата паганизъм, която обаче има малко по-различна семантична натовареност. Производният от паганизъм термин поганци в миналото често е употребяван по отношение на исляма.

## Характеристика
Езическите религии имат силно изразен племенен характер – всяка една от тях е типична за определен народ и се различава от тези на другите народи, макар отделните вярвания да са съпоставими. Тези религии споделят една обща основа: те са политеистични, базирани са на определена митология, съставени са от множество отделни култове – към земята, към прадедите, към мъртвите, към фетиши, към фалоса, към природните сили и др.
Езическата ритуалност почти винаги има характер на „идолопоклонничество“ и е тясно свързана с култови изображения на божества или духове. Като под „идолопоклонничество“ се разбира не почитане на самия идол като материя, а на божествената енергия, на която е проводник даденият предмет. Характерна ритуална проява на езичеството е магията и т.нар. шаманизъм – общуване на човека със свръхестествени сили, често посредством „преминаване“ в други светове (на мъртвите, на духовете).
Определението на езическите религии като „природни религии“ касае обвързаността им с природните сили и явления, и тяхното обожествяване. Пречупено през съвременна гледна точка, може да се каже, че езическият светоглед има екологична насоченост; в него не само човекът, а и природата има водещо значение.

## Развитие
За разлика от универсалните религии (християнство, ислям, будизъм), езическите не са плод на проповедите, размислите и поученията на един човек, а са естествено оформени комплекси от племенни вярвания, митове и религиозни идеи, предавани и доразвивани през поколенията.
Появата на езичеството съвпада с появата на самото религиозно мислене у първобитните хора и търпи непрекъснато развитие и обогатяване до изместването му от универсалните религии. В много страни по света обаче местните религии са се запазили и продължават да съществуват. Примери за това са индийският индуизъм, японският шинтоизъм и религиите на някои аборигенски общности.

## Езичество и християнство
От посланията на апостол Павел е ясно, че той не отрича юдейските предания, не е против народните традиции, стига те да не са в разрез с Христовото учение. Като ревнител на отеческите иудейски предания /ср. Гал.1:14/, той изисква да се избягва опасността от съблазън в увличане, което отклонява от евангелската истина. Затова и съветва духовните си чеда: "гледайте, братя да не ви увлече някой с философия и с празна измама според човешкото предание/ /Кол.2:8/. Още в апостолско време се изграждат, така да се каже, мостове между християнското учение и народните обичаи и народното творчество, като се отбягват "скверни и бабешки басни//ср.1Тим.4:7/.
Поради това Църквата не страни от народния бит и народната поезия, от цялостната народна култура. Нещо повече, християнството дава на народа духовни богатства, за да продължава да твори и полученото в наследство от предхристиянската епоха се стреми да претворява. Преобразяването на народното творчество в християнски вероизповеден и нравствен дух и очистването на митологични характерни черти в това народно достояние е продължителен процес.
Част от обичаите и традициите съдържат езически елементи, които са били приспособени към християнството от самия народ, като са свързани с някои христ.празници. Самостоятелността в действията на народа за ново осмисляне на езическото наследство говори за вече възприет християнски мироглед, чувстван и изживяван като нещо собствено и правилно. От друга страна, изпъква желанието да не се къса с традициите на дедите, като се очистят от несъвместимото с христ.вероизповед и нравственост, а на останалото се придаде нов облик и функция.
Някои етнографи и изследователи на фолклора считат, че курбаните и свързаните с тях обичаи са непременно езическо достояние. Исус Христос изисква премахване на враждата преди да се принесе дар, затова народните трапези са за всички, а и подобни празници са благоприятен повод за преодоляване неприязънта и отчуждението.
Народните обичаи и обреди на различни места са твърде разнообразни.